# Макул Џанкшон (Небраска)
Макул Џанкшон (енгл. McCool Junction) град је у америчкој савезној држави Небраска.

## Демографија
По попису из 2010. године број становника је 409, што је 24 (6,2%) становника више него 2000. године.
| Група             | 2000.       | 2010.       |
| Белци             | 379 (98,4%) | 391 (95,6%) |
| Афроамериканци    | 0 (0,0%)    | 4 (1,0%)    |
| Азијати           | 0 (0,0%)    | 0 (0,0%)    |
| Хиспаноамериканци | 6 (1,6%)    | 12 (2,9%)   |
| Укупно            | 385         | 409         |